# Korosz dębowy
Korosz dębowy (Corticeus fasciatus) – gatunek chrząszcza z rodziny czarnuchowatych i podrodziny Diaperinae. Zamieszkuje Europę i zachód Afryki Północnej.

## Taksonomia
Gatunek ten opisany został po raz pierwszy w 1790 roku przez Johana Christiana Fabriciusa pod nazwą Hypophlaeus fasciatus.

## Morfologia
Chrząszcz o mocno wydłużonym, nieco szerszym niż u C. linearis, walcowatym ciele długości od 3 do 3,5 mm.
Poprzeczną, rdzawobrązową lub czarną głowę regularnie pokrywają płytkie punkty oddalone na dystanse równe średnicom. Ma ona prawie dwukrotnie szersze niż dłuższe, na przedzie wykrojone oczy.
Przedplecze jest dłuższe niż szersze, czarne, punktowane tak samo jak głowa, na przedzie mocniej sklepione, o przedniej krawędzi lekko zaokrąglonej, przednich kątach zaokrąglonych, bokach lekko ku tyłowi zbieżnych, krawędziach bocznych widocznych przy patrzeniu od góry, a kątach tylnych wyraźnych, rozwartych i kanciastych. Pokrywy są w przedniej połowie, a rzadziej tylko przedniej ⅓ żółtobrunatne, rdzawobrunatne lub brunatne, zaś w tylnej połowie lub ⅔ czarne. Szerokość mają mniejszą od przedplecza, a powierzchnię punktowaną płytko i bezładnie, mocniej niż u C. linearis. Odnóża są krótkie i bardzo chude.

## Ekologia i występowanie
Owad ten zasiedla głównie lasy liściaste i mieszane. Jest chrząszczem saproksylicznym, związanym ze starymi drzewami liściastymi, zwłaszcza z dębami. Zarówno larwy, jak i postacie dorosłe bytują w korytarzach kornikowatych, pod odstającą korą, w zmurszałym drewnie i próchnowiskach.
Gatunek palearktyczny. W Europie znany jest z Hiszpanii, Francji, Niemiec, Szwajcarii, Austrii, Włoch, Danii, Szwecji, Estonii, Polski, Czech, Słowacji, Węgier, Białorusi, Ukrainy, Rumunii, Chorwacji, Albanii, Grecji oraz południa europejskiej części Rosji, a w Afryce z Algierii i Tunezji. W Polsce notowany jest ze stosunkowo nielicznych, rozproszonych stanowisk. W Czechach jest owadem rzadkim i na „Czerwonej liście gatunków zagrożonych Republiki Czeskiej” umieszczony został jako gatunek narażony na wymarcie (VU).